# Such Brave Girls
Such Brave Girls és una sèrie de televisió britànica de comèdia de situació sobre una família monoparental disfuncional creada per Kat Sadler per a BBC Three. És protagonitzada per la mateixa Sadler, amb Louise Brealey i Lizzie Davidson. És dirigida per Simon Bird i produïda per A24 amb Various Artists Ltd. S'ha doblat i subtitulat al català per a FilminCAT.

## Sinopsi
Sadler ha descrit la sèrie com una "comèdia familiar sobre el trauma", però que també tracta de "ser perdedors narcisistes que estan patèticament obsessionats amb el que la gent pensa de nosaltres".

## Repartiment
- Kat Sadler com a Josie Johnson
- Louise Brealey com a Deb Johnson
- Lizzie Davidson com a Billie Johnson
- Freddie Meredith com a Seb
- Paul Bazely com a Dev Wilson
- Jude Mack com a Sid
- Sam Buchanan com a Nicky
- Carla Woodcock com a Bianca
- Amy Trigg com a Claire

## Emissió
La sèrie va començar a emetre's al Regne Unit a BBC Three el 22 de novembre de 2023, amb tots els episodis publicats a BBC iPlayer el mateix dia. Va estar disponible als Estats Units a Hulu des del 15 de desembre de 2023.